# Byłominęło
Byłominęło – trzeci singel polskiego zespołu muzycznego Kwiat Jabłoni z ich trzeciego albumu studyjnego, zatytułowanego Pokaz slajdów. Singel został wydany 6 września 2023.
Kompozycja znalazła się na 3. miejscu listy OLiA, najczęściej odtwarzanych utworów w polskich rozgłośniach radiowych. Nagranie otrzymało w Polsce status podwójnie platynowego singla, przekraczając liczbę 100 tysięcy sprzedanych kopii.

## Geneza utworu i historia wydania
Utwór napisali i skomponowali Katarzyna Sienkiewicz, Jacek Sienkiewicz i Nikodem Dybiński, a za produkcję piosenki odpowiadają Michał Bąk, Jacek Sienkiewicz, Katarzyna Sienkiewicz oraz Jakub Krukowski. Zespół muzyczny o singlu:

»Byłominęło« dedykujemy wszystkim, którym udało się wyrwać z toksycznego związku, odetchnąć pełną piersią i z lekkim sercem ruszyć dalej, by szukać szczęścia i dobrze się bawić. Mamy nadzieję, że tą taneczną, ale zarazem nostalgiczną piosenką wprawimy Was w dobry humor i podarujemy odrobinę wzruszenia.

Singel ukazał się w formacie digital download 6 września 2023 w Polsce za pośrednictwem wytwórni płytowej Universal Music Polska. Piosenka została umieszczona na trzecim albumie studyjnym zespołu muzycznego – Pokaz slajdów.
W grudniu 2023 piosenkę zaśpiewali na żywo w ramach cyklu „ZET Akustycznie” i „Poplista Live Sessions” na kanale radia RMF FM. 13 lutego 2024 wykonali singel podczas gali Bestsellerów Empiku 2023. 22 marca piosenka została zaprezentowana podczas gali Fryderyki 2024.

## „Byłominęło” w stacjach radiowych
Nagranie było notowane na 3. miejscu w zestawieniu OLiA, najczęściej odtwarzanych utworów w polskich rozgłośniach radiowych.

## Teledysk
Do utworu powstał teledysk w reżyserii rodzeństwa Ejryszew (Draże). Materiał wideo udostępniono 7 września 2023 za pośrednictwem serwisu YouTube.

## Lista utworów
- Digital download[3]

1. „Byłominęło” – 3:45

## Notowania
| Kraj   | Lista (2023–24)          | Najwyższa pozycja |
| ------ | ------------------------ | ----------------- |
| Polska | OLiS – single w streamie | 70                |

| Kraj   | Lista (2023–24)                | Najwyższa pozycja |
| ------ | ------------------------------ | ----------------- |
| Polska | OLiS – oficjalna lista airplay | 3                 |

| Kraj   | Lista (2024)                   | Pozycja |
| ------ | ------------------------------ | ------- |
| Polska | OLiS – oficjalna lista airplay | 48      |

## Certyfikaty
| Kraj          | Certyfikat         | Sprzedaż |
| ------------- | ------------------ | -------- |
| Polska (ZPAV) | 2× platynowa płyta | 100 000+ |

## Wyróżnienia
| Rok  | Konkurs                  | Kategoria                   | Rezultat    |
| ---- | ------------------------ | --------------------------- | ----------- |
| 2023 | Gorąca 100               | 100 największych hitów 2023 | 92. miejsce |
| 2023 | Przebój roku RMF FM 2023 | Przebój roku                | 31. miejsce |
| 2024 | Gorąca 100               | 100 największych hitów 2024 | Nominacja   |